# Lista dos reis de Deira
Esta é uma lista dos reis de Deira.
| Reino                        | Monarca             | Notas |
| ---------------------------- | ------------------- | --- |
| 559 – 589                    | Ella (Aelli)        | Tornou-se rei após a morte de Ida de Bernícia. |
| 589/599 – 604                | Etelrico (Aedilric) | |
| Dinastia bernícia            |                     | |
| 593/604? - 616               | Etelfrido           | Filho da Etelrico de Bernícia, foi o primeiro rei da Nortúmbria. Morreu em batalha.                                                                                      |
| Dinastia deirense            |                     | |
| 616 – 12 de outubro de 632   | Eduíno              | Rei de Deira, tornou-se rei da Nortúmbria e, por conseguinte, de Bernícia. Morreu em batalha, nas mãos de Cadwallon de Venedócia. É "santo".                             |
| fins de 632 ao verão de 634  | Osrico              | Primo de Eduíno. |
| Nortúmbria                   |                     | |
| 633 – 5 de agosto de 642     | Osvaldo             | Filho de Etelfrido, matou Cadwallon. Foi rei da Nortúmbria e foi morto por Penda de Mércia. É "santo".                                                                   |
| 642 – 644                    | Osvio               | Filho de Etelfrido. Conseguiu a unificação e a estabilidade da Nortúmbria. Deixou de ser rei da Bernícia em 655, para ser rei de toda a Nortúmbria.                      |
| 644 – 651                    | Osuíno              | Deira continuou sendo um sub-reino da Nortúmbria, da qual Osuíno foi rei. Foi assassinado por Osvio.                                                                     |
| verão de 651 ao final de 654 | Etevaldo            | Filho de Osvaldo, associou-se a Penda contra Osvio. |
| 654 – 15 de agosto de 670    | Osvio               | Assumiu totalmente o comando de Deira. |
| 656 – 664                    | Alcfrido            | Mais que rei, Alcfrido foi governador de Deira, já que estava unificado à Nortúmbria.                                                                                    |
| 670 – 679                    | Elfuíno             | Filho de Osvio. Seu irmão Egfrido, rei da Nortúmbria, nomeou-o rei de Deira, pois não tinha filhos e queria que Osvio fosse futuro rei da Nortúmbria. Morreu em batalha. |